# Zonnewijzers
De zonnewijzers (Trithemis) vormen een geslacht van echte libellen uit de familie van de korenbouten (Libellulidae).

## Soorten
- Trithemis aconita Lieftinck, 1969
- Trithemis aenea Pinhey, 1961
- Trithemis aequalis Lieftinck, 1969
- Trithemis africana (Brauer, 1867)
- Trithemis annulata (Palisot de Beauvois, 1805) – Purperlibel
- Trithemis anomala Pinhey, 1955
- Trithemis arteriosa (Burmeister, 1839) – Rode zonnewijzer
- Trithemis aurora (Burmeister, 1839)
- Trithemis basitincta Ris, 1912
- Trithemis bifida Pinhey, 1970
- Trithemis bredoi Fraser, 1953
- Trithemis brydeni Pinhey, 1970
- Trithemis congolica Pinhey, 1970
- Trithemis dejouxi Pinhey, 1978
- Trithemis dichroa Karsch, 1893
- Trithemis donaldsoni (Calvert, 1899)
- Trithemis dorsalis (Rambur, 1842)
- Trithemis ellenbeckii Förster, 1906
- Trithemis festiva (Rambur, 1842) – Blauwe zonnewijzer
- Trithemis fumosa Pinhey, 1962
- Trithemis furva Karsch, 1899
- Trithemis grouti Pinhey, 1961
- Trithemis hartwigi Pinhey, 1970
- Trithemis hecate Ris, 1912
- Trithemis imitata Pinhey, 1961
- Trithemis integra Dijkstra, 2007
- Trithemis kalula Kirby, 1900
- Trithemis kirbyi Selys, 1891 – Oranje zonnewijzer
- Trithemis lilacina Förster, 1899
- Trithemis monardi Ris, 1931
- Trithemis morrisoni Damm & Hadrys, 2009
- Trithemis nigra Longfield, 1936
- Trithemis nuptialis Karsch, 1894
- Trithemis osvaldae D'Andrea & Carfi, 1997
- Trithemis pallidinervis (Kirby, 1889)
- Trithemis palustris Damm & Hadrys, 2009
- Trithemis persephone Ris, 1912
- Trithemis pluvialis Förster, 1906
- Trithemis pruinata Karsch, 1899
- Trithemis selika Selys, 1869
- Trithemis stictica (Burmeister, 1839)
- Trithemis werneri Ris, 1912

Niet langer geaccepteerde namen
- Trithemis adelpha Selys, 1878, zie Trithemis aurora (Burmeister, 1839)
- Trithemis atra Pinhey, 1961, zie Trithemis grouti Pinhey, 1961
- Trithemis attenuata Kirby, 1889 = Erythrodiplax attenuata
- Trithemis aureola Ris, 1912, zie Trithemis hecate Ris, 1912
- Trithemis basifusca Calvert, 1895 = Erythrodiplax basifusca
- Trithemis comorensis Fraser, 1959, zie Trithemis kirbyi Selys, 1891
- Trithemis congener Kirby, 1890, zie Trithemis aurora (Burmeister, 1839)
- Trithemis dallonia Navás, 1936, zie Trithemis kirbyi Selys, 1891
- Trithemis dryas Selys, 1891, zie Trithemis pallidinervis (Kirby, 1889)
- Trithemis ennediensis Pinhey, 1970, zie Trithemis arteriosa (Burmeister, 1839)
- Trithemis erichsoni Kirby, 1894, zie Erythrodiplax unimaculata (De Geer, 1773)
- Trithemis erlangeri Förster, 1906, zie Trithemis donaldsoni (Calvert, 1899)
- Trithemis fraterna Albarda, 1881, zie Trithemis aurora (Burmeister, 1839)
- Trithemis fuscopalliata Selys, 1887 = Brachythemis fuscopalliata
- Trithemis insuffusa Pinhey, 1970, zie Trithemis monardi Ris, 1931
- Trithemis jacksoni Pinhey, 1970, zie Trithemis arteriosa (Burmeister, 1839)
- Trithemis lacustris Kirby, 1889 = Brachythemis lacustris
- Trithemis leptosoma Pinhey, 1966, zie Trithemis grouti Pinhey, 1961
- Trithemis limbata Selys, 1891 = Indothemis limbata
- Trithemis melanisticta Pinhey, 1970, zie Trithemis pluvialis Förster, 1906
- Trithemis montezuma Calvert, 1899, zie Erythrodiplax umbrata (Linnaeus, 1758)
- Trithemis parasticta Pinhey, 1955, zie Trithemis stictica (Burmeister, 1839)
- Trithemis phaon Selys, 1883 = Deielia phaon
- Trithemis proserpina Selys, 1878, zie Trithemis festiva (Rambur, 1842)
- Trithemis risi Longfield, 1936, zie Trithemis furva Karsch, 1899
- Trithemis rubra Kirby, 1889, zie Diplacodes haematodes (Burmeister, 1839)
- Trithemis sanguinolenta Förster, 1906, zie Trithemis arteriosa (Burmeister, 1839)
- Trithemis scorteccii Nielsen, 1935, zie Trithemis annulata (Palisot de Beauvois, 1805)
- Trithemis serva Kirby, 1900, zie Trithemis dichroa Karsch, 1893
- Trithemis soror Brauer, 1868 non Rambur, 1842, zie Trithemis aurora (Burmeister, 1839)
- Trithemis subhyalina Förster, 1898, zie Diplacodes haematodes (Burmeister, 1839)
- Trithemis syriaca Selys, 1887, zie Trithemis arteriosa (Burmeister, 1839)
- Trithemis tyleri Kirby, 1899, zie Erythrodiplax funerea (Hagen, 1861)
- Trithemis violacea Sjöstedt, 1900, zie Trithemis annulata (Palisot de Beauvois, 1805)